# Hiệp ước hòa bình Liên Xô-Litva

Bản đồ cho thấy biên giới phía đông của Litva, được hiệp ước công nhận, trong đường đứt nét dày. Biên giới phía đông của Litva được công nhận gần như giống hệt với vùng đất dân tộc Litva của thế kỷ 13, 16, nhưng bị tranh chấp bởi người Belarus.

Hiệp ước hòa bình Liên Xô-Litva, còn được gọi là Hiệp ước hòa bình Moskva, được ký giữa Litva và Nga Xô viết vào ngày 12 tháng 7 năm 1920. Đổi lại sự trung lập của Litva và cho phép tự do di chuyển quân đội của mình trong lãnh thổ được công nhận trong cuộc chiến chống Ba Lan, Nước Nga Xô viết đã công nhận chủ quyền của Litva. Hiệp ước là một cột mốc quan trọng trong cuộc đấu tranh của Litva để được công nhận quốc tế. Nó cũng công nhận biên giới phía đông của Litva. Interwar Litva chính thức duy trì rằng biên giới de jure của họ là những người được hiệp ước phân định mặc dù thực tế là một lãnh thổ rộng lớn, Vùng Vilnius, trên thực tế do Ba Lan kiểm soát.
Các tài liệu phê chuẩn đã được trao đổi tại Moscow vào ngày 14 tháng 10 năm 1920. Hiệp ước đã được đăng ký trong Chuỗi Hiệp ước của Liên minh các Quốc gia vào ngày 8 tháng 3 năm 1921.